# نزدیکی (فیلم ۲۰۰۱)
نزدیکی (به انگلیسی: Intimacy) فیلمی درام به کارگردانی پاتریس شرو است که در سال ۲۰۰۱ منتشر شد. از بازیگران آن می‌توان به مارک رایلنس، کری فاکس، سوزانا هارکر، تیموتی اسپال و مرین فیث‌فول اشاره کرد.
این فیلم بر اساس رمان معروف نزدیکی اثرِ حنیف قریشی ساخته شده است.
کری فاکس توانست برای بازی در فیلمِ نزدیکی خرس نقره‌ایِ جشنواره فیلم برلین را از آنِ خود کند.